# Spalona Droga

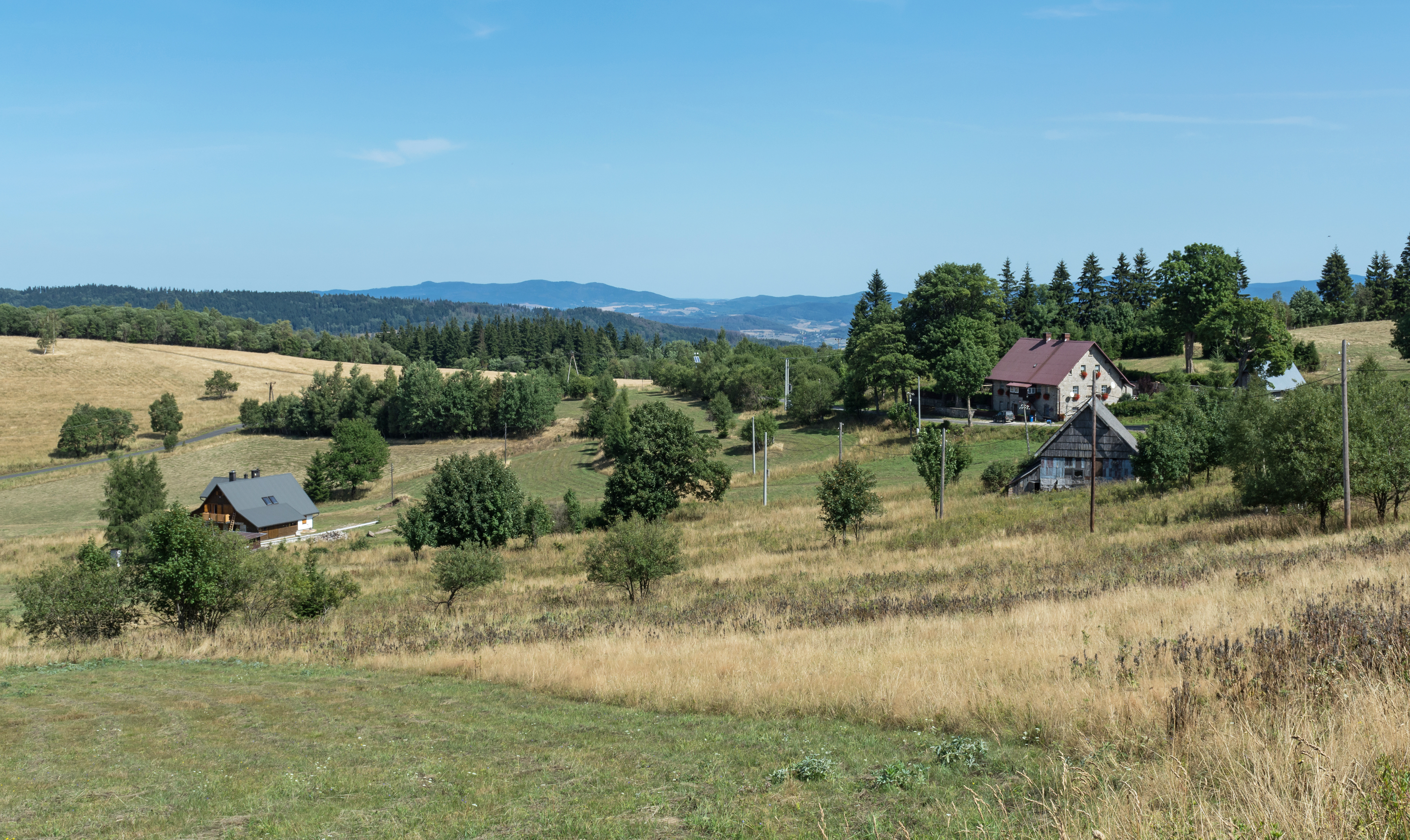
Widok ze Spalonej Drogi

Spalona Droga – górska droga w południowo-zachodniej Polsce w województwie dolnośląskim w powiecie kłodzkim.
Górska droga lokalna w Górach Bystrzyckich o walorach widokowych. Droga prowadzi doliną Bystrzycy Łomnickiej ze Starej Bystrzycy przez Nową Bystrzycę, Przełęcz Spaloną do drogi zwanej Autostradą Sudecką. Na odcinku około 8,5 km długości pokonuje wieloma serpentynami różnicę wzniesień ponad 420 m.
Większa część drogi prowadzi wzdłuż rzeki, doliną Małej Bystrzycy.